# Pamela Colman Smith
Pamela Colman Smith (16 de febrer de 1878 - 18 de setembre de 1951), també anomenada Pixie, va ser una artista, il·lustradora i escriptora. Va ser reconeguda per il·lustrar el Tarot Rider-Waite (també anomenades cartes Waite-Smith o les cartes Rider-Waite-Smith) de l'ocultista Arthur Edward Waite.